# El sabueso de los Baskerville
El sabueso de los Baskerville, también traducido como El perro de los Baskerville o El mastín de los Baskerville, es la tercera novela de Arthur Conan Doyle que tiene como protagonista principal a Sherlock Holmes. Fue publicada por entregas en el The Strand Magazine entre 1901 y 1902. La novela está principalmente ambientada en Dartmoor, en Devon, un condado del oeste de Inglaterra. Conan Doyle escribió esta historia poco después de regresar de Sudáfrica, donde había trabajado como voluntario médico en The Langman Field Hospital en Bloemfontein. Fue asistido en el argumento por un periodista de 30 años de edad del Daily Express llamado Bertram Fletcher Robinson (1870-1907). Sus ideas provienen de la leyenda de Richard Cabell, que fue la inspiración de la de los Baskerville. Su tumba se puede ver en un pueblo llamado Buckfastleigh. 
Richard Cabell vivió durante el 1600 y fue el escudero local en Buckfastleigh. Tenía una pasión por la caza y era lo que en aquellos días se describía como un "hombre monstruosamente malo". Ganó esta reputación por, entre otras cosas, su inmoralidad y por haber vendido su alma al diablo. También se rumoreaba que había asesinado a su esposa. El 5 de julio de 1677 falleció y lo enterraron en su sepulcro, pero eso fue sólo el comienzo de la historia. La noche de su entierro apareció un fantasma con forma de perro caminando por todo el páramo y aullando en su tumba. Desde esa noche, se puede encontrar el fantasma, por lo general en el aniversario de su muerte. Si este no se va de caza, es posible encontrarlo en su tumba aullando y chillando.
La descripción de Conan Doyle de Baskerville Hall se inspiró en una visita al Cromer Hall en Norfolk. Algunos elementos de la historia fueron inspirados por una estancia en el Real Links Hotel en Cromer, donde Conan Doyle oyó hablar por vez primera de la historia del Black Shuck, el perro fantasma de la zona de Cromer, que se dice que camina entre Overstrand en el este y East Runton en el oeste.

## Resumen
La historia transcurre en los años 1800 cuando Sir Charles Baskerville es encontrado muerto en un sendero en el páramo de Devonshire, el doctor Mortimer acude a Londres para buscar la ayuda de Sherlock Holmes: lee a Holmes el manuscrito acerca de la maldición de los Baskerville, supuestamente iniciada con Hugo de Baskerville, asesinado por un sabueso infernal como castigo por su maldad. Después de esto, el médico le habla de las huellas de sabueso encontradas a poca distancia del cadáver. También le hace saber que desea saber su opinión, ya que el único heredero de los Baskerville, Sir Henry, procedente de los Estados Unidos, estaba a punto de llegar a Inglaterra para aceptar la herencia (además del dinero, la mansión de los Baskerville) y el doctor Mortimer no sabía qué hacer con él, ya que temía que lo que supuestamente había sido una leyenda familiar, fuera en realidad verdad, es decir, que temía por la vida de Sir Henry. Holmes le responde que se tranquilice y que acompañará al joven heredero todo el tiempo, sin dejarlo solo, mientras se encarga de resolver el caso.
Más tarde el Dr. Mortimer vuelve con Sir Henry, preocupados, porque les llegó una misteriosa carta la cual contenía palabras recortadas, a excepción de "páramo". La carta decía lo siguiente: "si usted otorga valor a su vida o a su cordura, se deberá mantener lejos del páramo".
Le dice a Holmes que tal vez la carta está hecha  utilizando recortes del periódico "The Times" pertenecientes a ejemplares de días previos. Holmes estudia la carta, y observa  que el remitente no ha sido capaz de encontrar la palabra "páramo" y la ha escrito a mano, lo que permitiría identificarlo por su caligrafía. La mala calidad de la pluma es un indicio de que la nota podría haber sido escrita desde un hotel, y el olor del perfume sobre esta apunta a una mujer (Holmes guarda la última pista hasta el final). Sir Henry también se queja de que le han robado una bota nueva. 
Una vez que Sir Henry se hospeda, sale a pasear por la ciudad con el doctor Mortimer. Holmes y Watson los siguen de vuelta al hotel, y descubren que un hombre con una barba negra sigue a la pareja en un coche. Cuando el hombre se da cuenta de que Holmes lo está observando, huye, pero el detective puede ver el número de la matrícula. Holmes luego se detiene en la oficina de correos y manda a un joven llamado Cartwright a ir por los hoteles, sobornar a los empleados, y revisar la basura en busca de una copia del diario "The Times" de días anteriores que haya sido recortada.
Mientras van hacia el hotel, Sir Henry se da cuenta de que le han robado otra bota, esta vez una vieja, y que ha reaparecido la otra bota perdida. Cuando hablan sobre el hombre del coche, el doctor Mortimer dice que Barrymore, el siervo de Baskerville Hall, tiene barba, y envían un telegrama para conocer su paradero. También hablan sobre la herencia, que es una cantidad considerable y el siguiente heredero es James Desmond, un hombre mayor con poco interés en la riqueza. 
Al final de la reunión, se decide que como Holmes está ocupado en Londres con otros casos, Watson acompañará a Sir Henry a la Mansión Baskerville (Baskerville Hall) y le informará desde allí en detalle. Esa noche, reciben telegramas de Cartwright (que no pudo encontrar el periódico) y desde Baskerville Hall (donde, al parecer, se encuentra Barrymore), lo que pone fin a esas pistas. Además, los visita John Clayton, el encargado del coche del hombre con barba, que cuenta que el cliente dijo ser el detective Holmes, lo cual sorprende y divierte a Holmes. 
El doctor Mortimer, Watson y Sir Henry se instalan fuera de Baskerville Hall al día siguiente. El baronet está emocionado de ver el lugar, y su relación con el sitio es clara, pero el buen humor desaparece pronto. Los soldados están desplegados en la zona, buscando al prófugo Selden, un lunático asesino. Barrymore y su esposa quieren apartarse de la zona tan pronto como sea posible, y la mansión es un lugar sombrío. Watson tiene dificultad para dormir esa noche, y oye a una mujer llorando, aunque a la mañana siguiente Barrymore desmiente que su esposa haya llorado.
Watson habla con el jefe de correos y descubre que el telegrama no fue entregado en manos de Barrymore, por lo que se reconsidera esta pista. En su camino de vuelta, Watson se reúne con Stapleton, un naturalista familiarizado con el páramo, a pesar de que sólo ha estado en la zona durante dos años. Ambos oyen un sonido que los campesinos atribuyen al perro, pero Stapleton dice que es el grito de un avetoro, o posiblemente el desplazamiento de la turba. Luego, cuando Stapleton se distrae, Miss Stapleton se acerca a Watson. Lo confunde con Sir Henry  y le aconseja que abandone urgentemente la zona, pero los interrumpe el regreso del hermano, Stapleton. Los tres caminan a la casa de los Stapleton, y durante la charla, Watson se entera de que Stapleton enseñaba en una escuela. Aunque lo invitan al almuerzo y a dar un vistazo a las colecciones de Stapleton, Watson regresa a Baskerville Hall. Antes de que llegue, Miss Stapleton lo alcanza e insiste en que debe abandonar el lugar. 
Sir Henry se enamora de ella, pese las intrusiones de su hermano. Watson se reúne con otro vecino, el señor Frankland, un inofensivo hombre cuyo principal pasatiempo se centra en los pleitos judiciales. Barrymore se encuentra cada vez más como sospechoso, cuando Watson lo ve entrar en una habitación vacía llevando una vela, colocarla junto a la ventana, y luego salir de la casa. Consciente de que la única vista desde la ventana es la del páramo, Watson y Sir Henry están decididos a averiguar lo que está sucediendo. 
Mientras tanto, durante el día, Sir Henry pasea con la Srta. Stapleton hasta que su hermano los alcanza y le grita airadamente. Más tarde explica al decepcionado baronet que no era personal, que era sólo el miedo de perder a su única compañía con tanta rapidez. Para mostrar que no hay resentimiento, invita a Sir Henry a cenar con él y su hermana el viernes. 
Sir Henry sorprende a Watson y juntos siguen a Barrymore por la noche. Lo sorprenden en la habitación con la vela. Él se niega a confesar, ya que no es su secreto sino de la Sra. Barrymore. Ella aparece y les dice que Selden es su hermano y la vela es una señal para enviarle alimentos. Cuando la pareja vuelve a su habitación, Sir Henry y Watson van a perseguir al criminal, a pesar del mal tiempo y del aterrador sonido del perro. Encuentran a Selden con otra vela, pero no logran capturarlo. Watson ve la figura de un hombre en la lejanía, pero él también se escabulle. 
Barrymore se enoja cuando descubre que trataron de capturar a Selden, pero cuando se llega a un plan para hacer que Selden salga del país rumbo a Sudamérica, él está dispuesto a devolverles el favor: les informa acerca de una carta casi calcinada que cita a Sir Charles el día en que falleció, firmada con las iniciales L. L. Al día siguiente, el doctor Mortimer dice a Watson que podría ser de Laura Lyons, la hija de Frankland, que vive en Coombe Tracey. Cuando Watson va a hablar con ella, admite haber escrito la carta después de que Stapleton haya dicho a Sir Charles que estaría dispuesto a ayudarla, pero dice que ella no acudió a la cita. 
Frankland acaba de ganar dos casos e invita a Watson, ya que estaba pasando junto a su casa, para celebrarlo con él. Le hace saber que probablemente había descubierto el paradero de Selden, ya que habría visto a posibles cómplices suyos atravesar el páramo para ayudarlo, y Frankland, sin darse cuenta, le confirma, cuando le muestra a Watson a través de su telescopio la figura de un muchacho que seguramente transportaba alimentos. Pero Watson sabe que no es así, ya que quienes daban alimentos a Selden eran los Barrymore, los cuales ya habían dejado de hacerlo. Watson sale de la casa y va en esa dirección. Encuentra la choza donde el desconocido se ha estado guareciendo: entra, halla una de sus propias cartas informando de sus actividades, y espera al desconocido. 
Holmes resulta ser el hombre misterioso que había visto contra la luna, y mantenía su ubicación en secreto a fin de que Watson no cayera en la tentación de pedirle ayuda y por lo que sería capaz de aparecer en la escena en el momento crítico. Los informes de Watson han sido de mucha ayuda para él, y entonces le cuenta a su amigo algunos de los datos que ha descubierto: Stapleton está en realidad casado con la mujer que se hace pasar por Miss Stapleton, y también que Laura Lyons se había casado con un canalla que le causó muchos problemas y seguía las instrucciones de Stapleton para obtener su cooperación. Mientras conversaban para descubrir el misterio, oyen el grito de un hombre perseguido por el perro. 
Ambos corren y ven a Sir Henry muerto, pero luego descubren que en realidad era Selden, vestido con ropa vieja del baronet (que le había dado Barrymore). A continuación aparece Stapleton, y mientras él se excusa por su presencia, Holmes simula estar a punto de regresar a Londres. 
Holmes y Watson regresan a Baskerville Hall donde, durante la cena, el detective se queda mirando el retrato de Hugo Baskerville y se da cuenta del gran parecido entre él y Stapleton. Llama a Watson después de la cena, tapa el cabello del personaje del cuadro con el brazo y muestra solo la cara para revelar nada menos que la de Jack Stapleton. Ello proporciona el motivo del crimen —con Sir Henry desaparecido, Stapleton podía reclamar la herencia—. Cuando vuelven a casa de la señora Lyons, consiguen que admita el papel de Stapleton en la preparación de la carta, y después van a informar al Inspector Lestrade en la comisaría de policía, a quien Holmes ha avisado mediante un telegrama.
Bajo la amenaza del avance de la tormenta, Watson, Holmes y Lestrade esperan en los alrededores de la casa Merripit, donde Sir Henry ha cenado. Cuando el baronet sale a través del páramo, el perro es rápidamente soltado. Realmente es una bestia terrible, pero Holmes y Watson logran disparar antes de que pueda dañar gravemente a Sir Henry, y descubren que su apariencia infernal se debe al fósforo. Hallan a la golpeada señora Stapleton atada y amordazada en el dormitorio, y tras liberarla, los informa del escondite de Stapleton en la ciénaga de Grimpen. Cuando lo buscan al día siguiente, no son capaces de encontrarlo, ya que ha sido tragado por la ciénaga. Holmes y Watson sólo son capaces de encontrar y recuperar la bota de Sir Henry, utilizada por Barrymore para dar el olor de Sir Henry al perro.

### Epílogo
Un epílogo entre Holmes y Watson cuenta que Stapleton es un hijo de Rodger Baskerville, el hermano menor de Sir Charles y con el mismo nombre que su padre. Aunque todo el mundo creía que Rodger había muerto soltero, el hecho era que se había casado y tenía un hijo. John Rodger Baskerville hijo, después de malversar fondos públicos en América del Sur, tomó el nombre de Jack Stapleton y huyó a Inglaterra, donde utilizó el dinero para financiar una escuela de Yorkshire. Desafortunadamente para Stapleton, el tutor que Stapleton había contratado murió de tuberculosis, y después de que una epidemia matara a tres alumnos de la escuela, ésta pasó de tener de buena reputación a considerarse infame y tuvo que ser cerrada. Stapleton entonces huyó con su esposa a Dartmoor. Al parecer, sobrevivió mediante el robo, implicándose en cuatro atracos a mano armada con grandes tiroteos, una página que le había sorprendido.
Después de haber descubierto la historia del perro, decidió matar a los Baskerville restantes para poder quedarse con la herencia, al ser el último de la familia, aunque no tenía ningún interés en las tierras y simplemente quería el dinero de herencia. Él compró el perro y lo escondió en el fango, sin que nadie se enterase.
La noche de su muerte, Sir Charles había estado esperando a Laura Lyons. La ceniza de cigarrillo en el lugar ("la ceniza había caído dos veces de su cigarro") mostró que había estado esperando durante algún tiempo. Sin embargo, se encontró con el perro, que había sido entrenado por Stapleton y cubierto de fósforo, para que atacara a Sir Charles. Sir Charles salió corriendo para salvar su vida, pero le dio el fatal ataque al corazón que lo mató. Dado que los perros no comen o muerden los cuerpos muertos, el perro dejó intacto el cadáver.
Stapleton siguió a Sir Henry en Londres, y también le robó una bota nueva, pero más tarde la devolvió, ya que no tenía el olor de Sir Henry, y le robó entonces una bota vieja. El perro persiguió a Selden porque llevaba ropa que había pertenecido a Sir Henry.
La noche en que el perro atacó a Sir Henry, la esposa de Stapleton no tenía ninguna intención de seguir con el plan, por lo que su abusivo marido la golpeó y ató a un poste para evitar que le advirtiera.
En palabras de Holmes: "ha sido durante años un hombre desesperado y peligroso". Su único rasgo que no podía controlar era su afición por la entomología; de hecho, el segundo piso de su casa lo había convertido en un museo de insectos.     
Holmes dijo que le parecía que la muerte de sir Charles fue en vano y no fue culpa de Stapleton sino que de Barrymore.

## Los personajes
Protagonistas
Sherlock Holmes: Detective inglés de gran inteligencia, generalmente se levanta muy tarde y, según su compañero Watson, es alto, delgado y de complexión atlética, corre con gran velocidad a pesar de fumar mucho. Suele vestir con un traje elegante y una gorra de paño. Gran boxeador, tiene una excelente habilidad con el violín. 
Doctor Watson: médico, amigo y principal ayudante y confidente de Holmes; como es el narrador de la historia, hay pocas descripciones suyas en la novela, por no decir ninguna. Por lo que dice Holmes de él, se deduce que es una persona muy activa y compulsiva, ya que se lanza a hacer conclusiones sin tener los datos necesarios.
El doctor James Mortimer: vecino del páramo, descrito como una persona alta y delgada, con una larga nariz picuda que surge de entre dos ojos grises y penetrantes, bastante juntos, cuyo brillo se percibe tras unas gafas de montura de oro que lleva. Es joven, pero tiene la espalda ya curvada y camina con la cabeza inclinada hacia delante. Es un convecino de Sir Henry de Baskerville. Es doctor, médico de cabecera de Sir Charles, y también un gran amigo suyo: es a quien Sir Charles entrega el manuscrito de la historia de los Baskerville.
Sir Henry Baskerville: hombre bajo de acento estadounidense, avispado, su rostro es moreno y sus ojos grandes y de color castaño; de unos treinta años, su complexión es fuerte, sus cejas son espesas y negras, las cuales le dan un carácter combativo. Lleva un traje de tweed y, según Watson, daba la impresión de haber vivido al aire libre, pero en su mirada había algo que demostraba que se trataba de un caballero. Era el sobrino de Sir Charles Baskerville y, al parecer, el único heredero de su fortuna.
Jack Stapleton: naturalista, vecino del páramo, un hombre de talla baja, delgado, de facciones rasuradas y rostro fino; de entre treinta y cuarenta años, el pelo rubio y las mandíbulas pequeñas. En realidad es un Baskerville, pero él y su esposa Beryl cambiaron de nombre y se hicieron pasar por hermanos al llegar al páramo.
El sabueso: un perro de enorme tamaño comprado por Stapleton en Londres, para hacer creer a todos que era el verdadero sabueso de la leyenda. Es descrito como una bestia negra, de mandíbula grande, dientes muy afilados, que echa fuego por la boca. Su dueño lo untaba de fósforo para que pareciera más una bestia diabólica.
Personajes secundarios
John Barrymore: mayordomo de la mansión Baskerville, hombre de aspecto digno, alto y elegante, con una barba negra, cuadrada y facciones pálidas. Lleva años sirviendo a la familia Baskerville. Fue quien encontró el cadáver de Sir Charles Baskerville en el camino de los tejos.
Eliza Barrymore: esposa de John Barrymore. Mujer corpulenta, impasible, de facciones duras y ojos vivos, y con una expresión de firmeza y seguridad.
Beryl Stapleton: la supuesta hermana de Stapleton, descrita como una mujer ciertamente hermosa, de una belleza poco frecuente: delgada, alta y elegante, con un rostro de rasgos muy regulares y bellos ojos negros. Posee algo exótico y tropical que forma un contraste singular con la frialdad y la falta de emotividad de Stapleton quien al final de la novela revela ser en realidad su esposo.
Sir Charles Baskerville: tío de sir Henry, muerto dos o tres meses antes de la acción en la que se desarrolla la historia. Era un hombre firme, sagaz, práctico y poco dado a las fantasías.
Sr. Frankland: vecino del páramo, un anciano colérico, de rostro enrojecido y pelo blanco. Su pasión es el derecho británico, y ha gastado una fortuna en juicios. Le gusta discutir los asuntos y le da igual estar de un lado u otro lado de la cuestión judicial.
Laura Lyons: la hija del señor Frankland. Es descrita como una mujer de extraordinaria belleza, de cabello y ojos de color castaño y con mejillas bastante pecosas. Pero en su rostro hay algo, aunque sutil, que no encaja: cierta vulgaridad en la expresión, dureza en sus ojos y cierta flaccidez de los labios que estropean su belleza.
Cartwright: joven de catorce años, de rostro despierto y mirada inquisitiva, que ayuda al detective en múltiples tareas. Se encarga de hacerle llegar comida al detective cuando se encuentra escondido en el páramo, y al principio de la investigación busca en las papeleras de varios hoteles un periódico recortado.
Perkins: el conductor de la familia Baskerville; es descrito como un hombre de corta estatura y rostro duro y retorcido
Selden: preso fugado de la prisión de Princetown, hermano de Eliza Barrymore; sobrevive escondido en el páramo gracias a las ayudas que recibe del matrimonio Barrymore. Se trata del famoso asesino de Notting Hill, pero su hermana sigue viéndolo como un niño pequeño.
Inspector Lestrade: amigo y compañero de Holmes, de corta estatura, fuerte y con aspecto de mastín. Ayuda al detective al final de la investigación.
Hugo Baskerville: ancestro de la familia, de fama siniestra, con quien comenzó la leyenda del sabueso de los Baskerville; según esta leyenda, Sir Hugo fue muerto por la bestia una noche en la que se lanzó por el páramo, al perseguir a una doncella que escapaba de sus abusos.

## Ubicaciones principales
Baker Street: Es la calle de la casa en donde viven Holmes y Watson; no se describe directamente en el libro, aunque ya se dio una descripción en Estudio en Escarlata, pero sin duda es amplia, con muebles clásicos y elegantes, que encajan con el carácter de ambos personajes.
Devonshire: Lugar donde se encuentra el páramo y la mansión de los Baskerville.
Merripit House: Donde vive los hermanos Stapleton.
Coombey Tracey: Lugar donde vive Laura Lyons y donde se encuentra la estación de trenes.
La acción desarrollada en Londres, cuando Holmes y Watson siguen a Mortimer y a Sir Henry, sucede en las calles Oxford Street y Regent Street.

## Galería

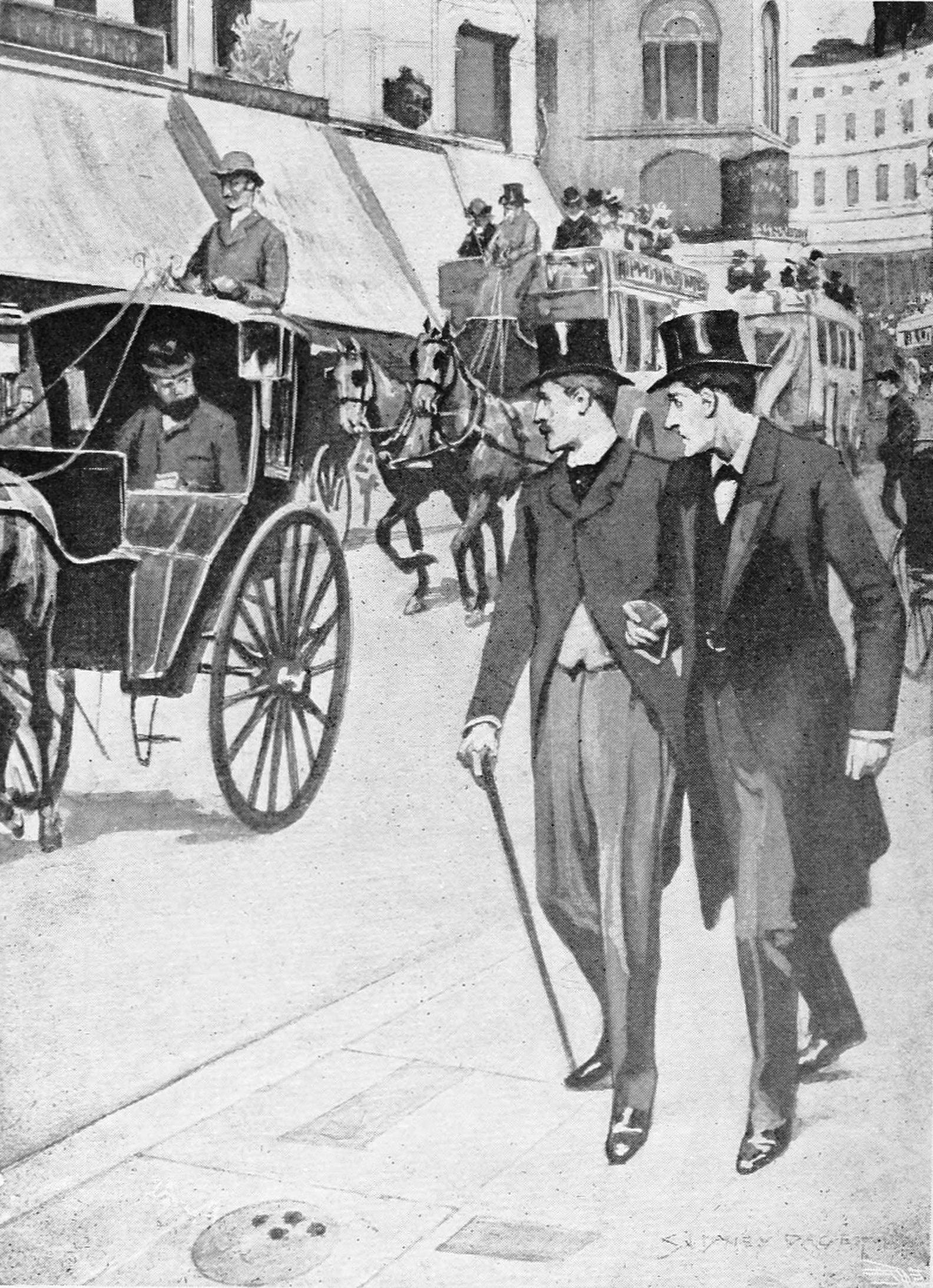
Ilustración de Sidney Paget.
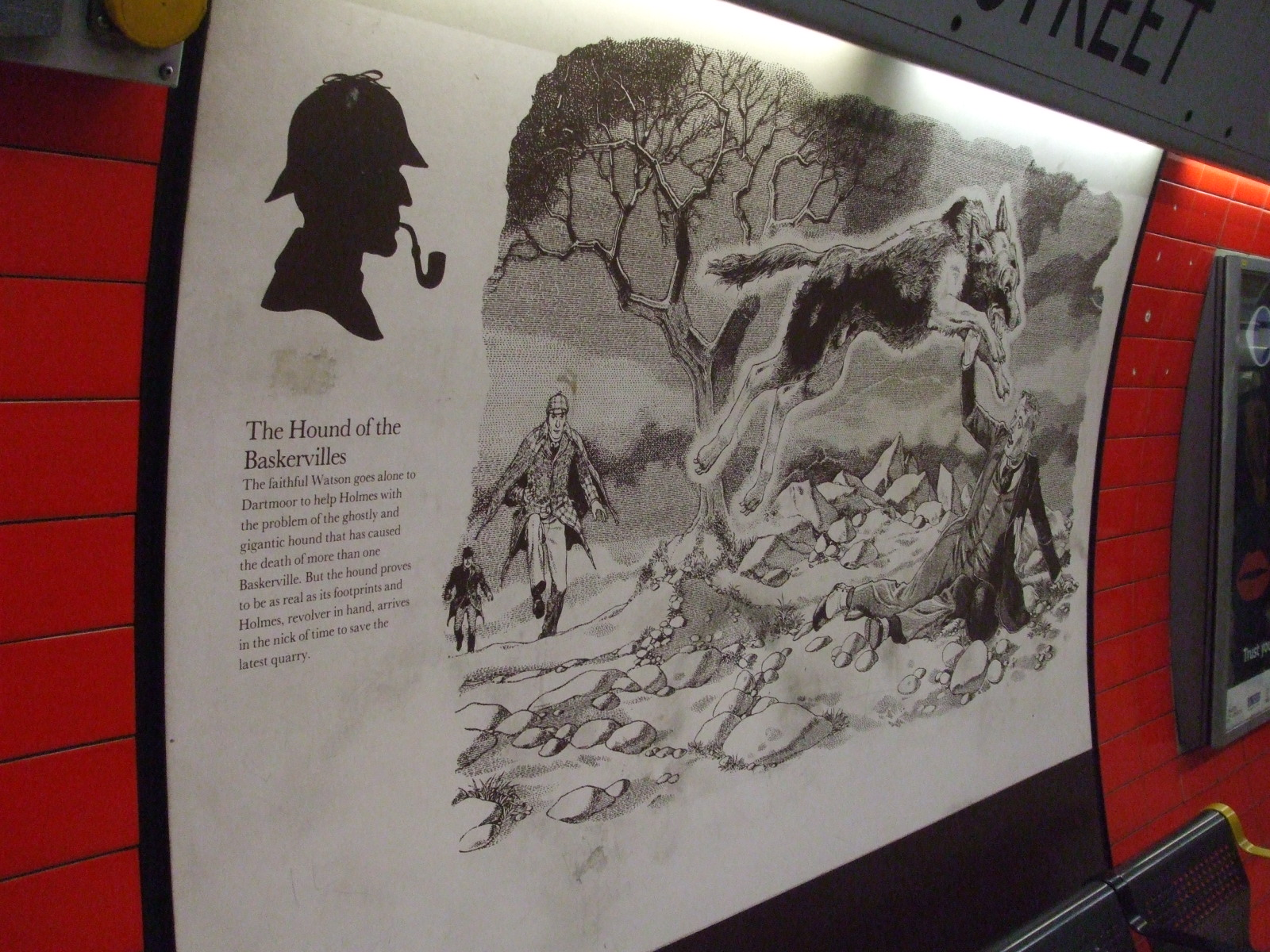
Reproducción en la estación de metro de Baker Street.

## Adaptaciones fílmicas
Hasta 2006, hay al menos veinticuatro versiones de película de El Sabueso de los Baskerville. Algunos son muy fieles al texto del libro original, mientras que otros son notablemente diferentes en argumento. Entre ellos se encuentran algunos pastiches y una parodia.
| Año  | Título | País            | Director                     | Holmes               | Watson           |
| ---- | --- | --------------- | ---------------------------- | -------------------- | ---------------- |
| 1914 | Der Hund von Baskerville, 1. Teil | Imperio Alemán  | Rudolf Meinert               | Alwin Neuß           | Ninguno          |
| 1914 | Der Hund von Baskerville, 2. Teil - Das einsame Haus                                                                                   | Imperio Alemán  | Rudolf Meinert               | Alwin Neuß           | Ninguno          |
| 1914 | Der Hund von Baskerville, 3. Teil - Das unheimliche Zimmer                                                                             | Imperio Alemán  | Richard Oswald               | Alwin Neuß           | Ninguno          |
| 1915 | Der Hund von Baskerville, 4. Teil | Imperio Alemán  | Richard Oswald               | Alwin Neuß           | Ninguno          |
| 1920 | Das dunkle Schloß | Alemania        | Willy Zeyn                   | Eugen Burg           | Ninguno          |
| 1920 | Das Haus ohne Fenster | Alemania        | Willy Zeyn                   | Erich Kaiser-Titz    | Ninguno          |
| 1920 | Dr. MacDonalds Sanatorium | Alemania        | Willy Zeyn                   | Erich Kaiser-Titz    | Ninguno          |
| 1921 | The Hound of the Baskervilles | Reino Unido     | Maurice Elvey                | Eille Norwood        | Hubert Willis    |
| 1929 | Der Hund von Baskerville | Alemania        | Richard Oswald               | Carlyle Blackwell    | George Seroff    |
| 1932 | The Hound of the Baskervilles (De acuerdo con IMDb, la película aparentemente se perdió, pero su banda sonora todavía existe en disco) | Reino Unido     | Gareth Gundrey               | Robert Rendel        | Frederick Lloyd  |
| 1936 | Der Hund von Baskerville | Alemania nazi   | Carl Lamac                   | Bruno Güttner        | Fritz Odemar     |
| 1939 | The Hound of the Baskervilles | Estados Unidos  | Sidney Lanfield              | Basil Rathbone       | Nigel Bruce      |
| 1955 | Der Hund von Baskerville | Alemania        | Fritz Umgelter               | Wolf Ackva           | Arnulf Schröder  |
| 1959 | The Hound of the Baskervilles | Reino Unido     | Terence Fisher               | Peter Cushing        | André Morell     |
| 1968 | L'ultimo dei Baskerville | Italia          | Guglielmo Morandi            | Nando Gazzolo        | Gianni Bonagura  |
| 1968 | The Hound of the Baskervilles | Reino Unido     | Graham Evans                 | Peter Cushing        | Nigel Stock      |
| 1972 | The Hound of the Baskervilles | Estados Unidos  | Barry Crane                  | Stewart Granger      | Bernard Fox      |
| 1978 | The Hound of the Baskervilles | Reino Unido     | Paul Morrissey               | Peter Cook           | Dudley Moore     |
| 1981 | The Hound of the Baskervilles (Собака Баскервилей)                                                                                     | Unión Soviética | Igor Maslennikov             | Vasilij Livanov      | Vitali Solomin   |
| 1982 | The Hound of the Baskervilles | Reino Unido     | Peter Duguid                 | Tom Baker            | Terence Rigby    |
| 1983 | The Hound of the Baskervilles | Reino Unido     | Douglas Hickox               | Ian Richardson       | Donald Churchill |
| 1983 | Sherlock Holmes and the Baskerville Curse                                                                                              | Australia       | Ian McKenzie & Alex Nicholas | Peter O'Toole (voz)  | desconocido      |
| 1988 | The Hound of the Baskervilles | Reino Unido     | Brian Mills                  | Jeremy Brett         | Edward Hardwicke |
| 1998 | The Hound of the Baskervilles (BBC Radio Broadcasting)                                                                                 | Reino Unido     | Enyd Williams                | Clive Merrison       | Michael Williams |
| 2000 | The Hound of the Baskervilles | Canadá          | Rodney Gibbons               | Matt Frewer          | Kenneth Welsh    |
| 2002 | The Hound of the Baskervilles | Reino Unido     | David Attwood                | Richard Roxburgh     | Ian Hart         |
| 2012 | The Hound of the Baskervilles (Sherlock BBC TV Series)                                                                                 | Reino Unido     | Paul McGuigan                | Benedict Cumberbatch | Martin Freeman   |